# Sverige i olympiska sommarspelen 2012
Sverige, genom Sveriges Olympiska Kommitté (SOK), deltog i de trettionde olympiska sommarspelen i London 2012.
Sverige hade en trupp på 135 aktiva deltagare samt nio reserver.

## Medaljörer
| Medalj | Namn                             | Sport     | Gren                                   |
| ------ | -------------------------------- | --------- | -------------------------------------- |
| Guld   | Fredrik Lööf och Max Salminen    | Segling   | Starbåt                                |
| Silver | Sara Algotsson Ostholt           | Ridsport  | Individuell fälttävlan                 |
| Silver | Håkan Dahlby                     | Skytte    | Dubbeltrap                             |
| Silver | Lisa Nordén                      | Triathlon | Damernas triathlon                     |
| Silver | Sveriges herrlandslag i handboll | Handboll  | Herrarnas handboll                     |
| Brons  | Rasmus Myrgren                   | Segling   | Herrarnas laserbåt                     |
| Brons  | Johan Eurén                      | Brottning | Herrarnas grekisk-romersk stil, 120 kg |
| Brons  | Jimmy Lidberg                    | Brottning | Herrarnas grekisk-romersk stil, 96 kg  |

## Badminton
| Idrottare        | Gren       | Gruppspel                | Gruppspel                | Gruppspel | Sextondelsfinal      | Kvartsfinal          | Semifinal            | Final                | Final |
| Idrottare        | Gren       | Motståndare Resultat     | Motståndare Resultat     | Plac.     | Motståndare Resultat | Motståndare Resultat | Motståndare Resultat | Motståndare Resultat | Plac. |
| ---------------- | ---------- | ------------------------ | ------------------------ | --------- | -------------------- | -------------------- | -------------------- | -------------------- | ----- |
| Henri Hurskainen | Herrsingel | Kevin Cordón (GUA) F 1–2 | Rajiv Ouseph (GBR) F 1–2 | 3         | Avancerade inte      | Avancerade inte      | Avancerade inte      | Avancerade inte      | =33   |

## Bordtennis
Sverige kvalificerade två idrottare till herrsingeln. Reserv till lagtävlingen var Kristian Karlsson.
| Idrottare                                | Gren        | Kvalomgång           | Omgång 1                    | Omgång 2                  | Omgång 3             | Omgång 4             | Kvartsfinal          | Semifinal            | Final                | Final |
| Idrottare                                | Gren        | Motståndare Resultat | Motståndare Resultat        | Motståndare Resultat      | Motståndare Resultat | Motståndare Resultat | Motståndare Resultat | Motståndare Resultat | Motståndare Resultat | Pl.   |
| ---------------------------------------- | ----------- | -------------------- | --------------------------- | ------------------------- | -------------------- | -------------------- | -------------------- | -------------------- | -------------------- | ----- |
| Pär Gerell                               | Herrsingel  | i.u.                 | El-sayed Lashin (EGY) F 3–4 | Avancerade inte           | Avancerade inte      | Avancerade inte      | Avancerade inte      | Avancerade inte      | Avancerade inte      | =49   |
| Jörgen Persson                           | Herrsingel  | i.u.                 | Segun Toriola (NGR) V 4–1   | Andrej Gaćina (CRO) F 0–4 | Avancerade inte      | Avancerade inte      | Avancerade inte      | Avancerade inte      | Avancerade inte      | =33   |
| Pär Gerell Jens Lundqvist Jörgen Persson | Lag, herrar | i.u.                 | i.u.                        | i.u.                      | i.u.                 | Tyskland F 1–3       | Avancerade inte      | Avancerade inte      | Avancerade inte      | =9    |

## Boxning
Sverige hade efter den europeiska kvaltävlingen kvalificerat två boxare. Anna Laurell erhöll ett wildcard.
Damer
| Idrottare    | Gren       | Åttondelsfinal                    | Kvartsfinal             | Semifinal            | Final                | Final |
| Idrottare    | Gren       | Motståndare Resultat              | Motståndare Resultat    | Motståndare Resultat | Motståndare Resultat | Plac. |
| ------------ | ---------- | --------------------------------- | ----------------------- | -------------------- | -------------------- | ----- |
| Anna Laurell | Mellanvikt | N Fischer-Rasmussen (AUS) V 24–17 | C Shields (USA) F 14–18 | Avancerade inte      | Avancerade inte      | =5    |

Herrar
| Idrottare     | Gren            | Sextondelsfinal           | Åttondelsfinal            | Kvartsfinal          | Semifinal            | Final                | Final |
| Idrottare     | Gren            | Motståndare Resultat      | Motståndare Resultat      | Motståndare Resultat | Motståndare Resultat | Motståndare Resultat | Plac. |
| ------------- | --------------- | ------------------------- | ------------------------- | -------------------- | -------------------- | -------------------- | ----- |
| Salamo N'tuve | Flugvikt        | I Suleimenov (KAZ) F 8–13 | Avancerade inte           | Avancerade inte      | Avancerade inte      | Avancerade inte      | =9    |
| Anthony Yigit | Lätt weltervikt | F Vargas (PUR) V 13–9     | D Berinchyk (UKR) F 23–24 | Avancerade inte      | Avancerade inte      | Avancerade inte      | =17   |

## Brottning
Herrar (grekisk-romersk)
| Idrottare        | Gren   | Kval                    | Sextondelsfinal           | Kvartsfinal                | Semifinal            | Återkval 1           | Återkval 2              | Final                     | Final |
| Idrottare        | Gren   | Motståndare Resultat    | Motståndare Resultat      | Motståndare Resultat       | Motståndare Resultat | Motståndare Resultat | Motståndare Resultat    | Motståndare Resultat      | Plac. |
| ---------------- | ------ | ----------------------- | ------------------------- | -------------------------- | -------------------- | -------------------- | ----------------------- | ------------------------- | ----- |
| Robert Rosengren | 74 kg  | BYE                     | S Çebi (TUR) V 3–1        | A Kazakevič (LTU) F 1–3    | Avancerade inte      | Avancerade inte      | Avancerade inte         | Avancerade inte           | 9     |
| Jimmy Lidberg    | 96 kg  | BYE                     | N Saikawa (JPN) V 3–0     | R Totrov (RUS) F 0–3       | Avancerade inte      | i.u.                 | S Gadabadze (AZE) V 3–1 | T Dzenitjenka (BLR) V 3–1 | 3     |
| Johan Eurén      | 120 kg | N Tinalijev (KAZ) V 3–0 | M Deák-Bárdos (HUN) V 3–0 | B Babajanzadeh (IRI) V 3–0 | H Nabi (EST) F 1–3   | i.u.                 | i.u.                    | I Chugosjvili (BLR) V 3–1 | 3     |

Damer (fristil)
| Idrottare       | Gren  | Kval                  | Sextondelsfinal          | Kvartsfinal           | Semifinal            | Återkval 1              | Återkval 2              | Final                | Final |
| Idrottare       | Gren  | Motståndare Resultat  | Motståndare Resultat     | Motståndare Resultat  | Motståndare Resultat | Motståndare Resultat    | Motståndare Resultat    | Motståndare Resultat | Plac. |
| --------------- | ----- | --------------------- | ------------------------ | --------------------- | -------------------- | ----------------------- | ----------------------- | -------------------- | ----- |
| Sofia Mattsson  | 55 kg | B Sundev (MGL) V 3–0  | M Amri (TUN) V 3–0       | Zholobova (RUS) F 1–3 | Avancerade inte      | Avancerade inte         | Avancerade inte         | Avancerade inte      | 7     |
| Henna Johansson | 63 kg | BYE                   | A Tynybekova (KGZ) V 3–1 | K Icho (JPN) F 0–3    | Avancerade inte      | BYE                     | M Dugrenier (CAN) F 1–3 | Avancerade inter     | 10    |
| Jenny Fransson  | 72 kg | A Bernard (USA) V 3–1 | S Zlateva (BUL) F 0–3    | Avancerade inte       | Avancerade inte      | V Marzaliuk (BLR) F 1–3 | Avancerade inte         | Avancerade inte      | 9     |

## Bågskytte
| Idrottare           | Gren         | Rankningsomgång | Rankningsomgång | Första omgången        | Sextondelsfinal      | Åttondelsfinal       | Kvartsfinal          | Semifinal            | Final                | Final |
| Idrottare           | Gren         | Resultat        | Seed            | Motståndare Resultat   | Motståndare Resultat | Motståndare Resultat | Motståndare Resultat | Motståndare Resultat | Motståndare Resultat | Plac. |
| ------------------- | ------------ | --------------- | --------------- | ---------------------- | -------------------- | -------------------- | -------------------- | -------------------- | -------------------- | ----- |
| Christine Bjerendal | Individuellt | 625             | 49              | R Hayakawa (JPN) F 4–6 | Avancerade inte      | Avancerade inte      | Avancerade inte      | Avancerade inte      | Avancerade inte      | =33   |

## Cykel
Landsväg
Damer
| Idrottare          | Gren      | Tid              | Plac.            |
| ------------------ | --------- | ---------------- | ---------------- |
| Emilia Fahlin      | Linjelopp | 3:35:56          | 19               |
| Emilia Fahlin      | Tempolopp | 41:15.86         | 17               |
| Emma Johansson     | Linjelopp | 3:35:56          | 6                |
| Emma Johansson     | Tempolopp | 40:38.56         | 14               |
| Isabelle Söderberg | Linjelopp | Över tidsgränsen | Över tidsgränsen |

Herrar
| Idrottare      | Gren      | Tid      | Plac. |
| -------------- | --------- | -------- | ----- |
| Gustav Larsson | Linjelopp | 5:46:37  | 75    |
| Gustav Larsson | Tempolopp | 54:35.26 | 16    |

Mountainbike
Damer
| Idrottare       | Gren         | Tid     | Plac. |
| --------------- | ------------ | ------- | ----- |
| Alexandra Engen | Mountainbike | 1:33:08 | 6     |

## Fotboll
Sveriges damlandslag i fotboll kvalificerade sig genom att sluta som bästa europeiska nation i världsmästerskapet i fotboll för damer 2011.
Förbundskapten:  Thomas Dennerby
| Nr | Pos. | Namn              | Födelsedatum (ålder)      | Matcher | Mål |           | Klubb                   |
| -- | ---- | ----------------- | ------------------------- | ------- | --- | --------- | ----------------------- |
| 1  | MV   | Hedvig Lindahl    | 29 april 1983 (29 år)     | 85      | 0   | Sverige   | Kristianstads DFF       |
| 2  | F    | Linda Sembrant    | 15 maj 1987 (25 år)       | 34      | 1   | Sverige   | Tyresö FF               |
| 3  | F    | Emma Berglund     | 19 december 1988 (23 år)  | 10      | 0   | Sverige   | Umeå IK                 |
| 4  | F    | Annica Svensson   | 3 mars 1983 (29 år)       | 27      | 0   | Sverige   | Tyresö FF               |
| 5  | MF   | Nilla Fischer     | 2 augusti 1984 (27 år)    | 89      | 12  | Sverige   | Linköpings FC           |
| 6  | F    | Sara Thunebro     | 26 april 1979 (33 år)     | 92      | 3   | Tyskland  | 1. FFC Frankfurt        |
| 7  | MF   | Lisa Dahlkvist    | 6 februari 1987 (25 år)   | 55      | 7   | Sverige   | Tyresö FF               |
| 8  | A    | Lotta Schelin     | 27 februari 1984 (28 år)  | 107     | 45  | Frankrike | Olympique Lyonnais      |
| 9  | A    | Kosovare Asllani  | 29 juli 1989 (22 år)      | 35      | 6   | Sverige   | Kristianstads DFF       |
| 10 | MF   | Sofia Jakobsson   | 23 april 1990 (22 år)     | 16      | 3   | Ryssland  | WFC Rossiyanka          |
| 11 | MF   | Antonia Göransson | 16 september 1990 (21 år) | 23      | 4   | Tyskland  | 1. FFC Turbine Potsdam  |
| 12 | MF   | Marie Hammarström | 29 mars 1982 (30 år)      | 22      | 1   | Sverige   | KIF Örebro DFF          |
| 13 | F    | Lina Nilsson      | 17 juni 1987 (25 år)      | 33      | 0   | Sverige   | LdB FC Malmö            |
| 14 | MF   | Johanna Almgren   | 22 mars 1984 (28 år)      | 39      | 0   | Sverige   | Kopparbergs/Göteborg FC |
| 15 | MF   | Caroline Seger    | 19 mars 1985 (27 år)      | 92      | 13  | Sverige   | Tyresö FF               |
| 16 | A    | Madelaine Edlund  | 15 september 1985 (26 år) | 32      | 1   | Sverige   | Tyresö FF               |
| 17 | F    | Malin Levenstad   | 13 september 1988 (23 år) | 6       | 0   | Sverige   | LdB FC Malmö            |
| 18 | MV   | Sofia Lundgren    | 20 september 1982 (29 år) | 26      | 0   | Sverige   | Linköpings FC           |

Reserver:
| Nr | Pos. | Namn                | Födelsedatum (ålder)     | Matcher | Mål |         | Klubb                   |
| -- | ---- | ------------------- | ------------------------ | ------- | --- | ------- | ----------------------- |
| 19 | A    | Susanne Moberg      | 13 februari 1986 (26 år) | 7       | 0   | Sverige | Kristianstads DFF       |
| 20 | F    | Stina Segerström    | 17 juni 1982 (30 år)     | 56      | 3   | Sverige | Kopparbergs/Göteborg FC |
| 21 | A    | Jessica Landström   | 12 december 1984 (27 år) | 64      | 19  | Sverige | Djurgårdens IF DFF      |
| 22 | MV   | Kristin Hammarström | 29 mars 1982 (30 år)     | 15      | 0   | Sverige | Kopparbergs/Göteborg FC |

Gruppspel
| Nr | Lag       | S | V | O | F | GM | IM | MS | P |
| -- | --------- | - | - | - | - | -- | -- | -- | - |
| 1  | Sverige   | 3 | 1 | 2 | 0 | 6  | 3  | +3 | 5 |
| 2  | Japan     | 3 | 1 | 2 | 0 | 2  | 1  | +1 | 5 |
| 3  | Kanada    | 3 | 1 | 1 | 1 | 6  | 4  | +2 | 4 |
| 4  | Sydafrika | 3 | 0 | 1 | 2 | 1  | 7  | −6 | 1 |

|             | 25 juli 2012 | Sverige                                  | 4–1           | Sydafrika  | City of Coventry Stadium                                    |                                                             |
| 19:45 (BST) | 19:45 (BST)  | Ficher 7′ Dahlkvist 20′ Schelin 21', 63′ | (3–0) Rapport | Modise 60′ | Coventry Publik: 18 290 Domare: Salomé di Iorio (Argentina) | Coventry Publik: 18 290 Domare: Salomé di Iorio (Argentina) |
| 19:45 (BST) | 19:45 (BST)  |                                          |               |            | Coventry Publik: 18 290 Domare: Salomé di Iorio (Argentina) | Coventry Publik: 18 290 Domare: Salomé di Iorio (Argentina) |
| 19:45 (BST) | 19:45 (BST)  |                                          |               |            | Coventry Publik: 18 290 Domare: Salomé di Iorio (Argentina) | Coventry Publik: 18 290 Domare: Salomé di Iorio (Argentina) |

|             | 28 juli 2012 | Japan | 0–0           | Sverige | City of Coventry Stadium                                    |                                                             |
| 12:00 (BST) | 12:00 (BST)  |       | (0–0) Rapport |         | Coventry Publik: 14 160 Domare: Quetzalli Alvarado (Mexiko) | Coventry Publik: 14 160 Domare: Quetzalli Alvarado (Mexiko) |
| 12:00 (BST) | 12:00 (BST)  |       |               |         | Coventry Publik: 14 160 Domare: Quetzalli Alvarado (Mexiko) | Coventry Publik: 14 160 Domare: Quetzalli Alvarado (Mexiko) |
| 12:00 (BST) | 12:00 (BST)  |       |               |         | Coventry Publik: 14 160 Domare: Quetzalli Alvarado (Mexiko) | Coventry Publik: 14 160 Domare: Quetzalli Alvarado (Mexiko) |

|             | 31 juli 2012 | Kanada            | 2–2           | Sverige                       | St James' Park                                          |                                                         |
| 14:30 (BST) | 14:30 (BST)  | Tancredi 43', 84′ | (1–2) Rapport | Hammarström 14′ Jakobsson 16′ | Newcastle Publik: 12 719 Domare: Hong Eun-Ah (Sydkorea) | Newcastle Publik: 12 719 Domare: Hong Eun-Ah (Sydkorea) |
| 14:30 (BST) | 14:30 (BST)  |                   |               |                               | Newcastle Publik: 12 719 Domare: Hong Eun-Ah (Sydkorea) | Newcastle Publik: 12 719 Domare: Hong Eun-Ah (Sydkorea) |
| 14:30 (BST) | 14:30 (BST)  |                   |               |                               | Newcastle Publik: 12 719 Domare: Hong Eun-Ah (Sydkorea) | Newcastle Publik: 12 719 Domare: Hong Eun-Ah (Sydkorea) |

Kvartsfinal
|             | 3 augusti 2012 | Sverige     | 1–2           | Frankrike              | Hampden Park                     |                                  |
| 12:00 (BST) | 12:00 (BST)    | Fischer 18′ | (1–2) Rapport | Georges 29′ Renard 39′ | Glasgow Domare: Kari Seitz (USA) | Glasgow Domare: Kari Seitz (USA) |
| 12:00 (BST) | 12:00 (BST)    |             |               |                        | Glasgow Domare: Kari Seitz (USA) | Glasgow Domare: Kari Seitz (USA) |
| 12:00 (BST) | 12:00 (BST)    |             |               |                        | Glasgow Domare: Kari Seitz (USA) | Glasgow Domare: Kari Seitz (USA) |

## Friidrott
Varje land fick ställa upp med tre deltagare, som alla måste uppnått A-standard, i varje gren. Om man bara hade idrottare som uppnått B-standarden så är gränsen en deltagare per gren.
Förkortningar
- q = Kvalificerade sig på tid eller, i fältgrenarna, på placering utan att ha nått kvalgränsen
- i.u. = Ingen uppgift, omgången inte möjlig i grenen
- NM = No Mark, inget resultat
- = = Delad placering

Herrar
| Idrottare      | Gren          | Kval  | Kval      | Final           | Final           |
| Idrottare      | Gren          | Längd | Placering | Längd           | Placering       |
| -------------- | ------------- | ----- | --------- | --------------- | --------------- |
| Kim Amb        | Spjutkastning | 78.94 | 18        | Avancerade inte | Avancerade inte |
| Alhaji Jeng    | Stavhopp      | NM    | —         | Avancerade inte | Avancerade inte |
| Michel Tornéus | Längdhopp     | 8.03  | 6 q       | 8.11            | 4               |

Damer
| Idrottare           | Gren     | Kval     | Kval      | Semifinal       | Semifinal       | Final           | Final           |
| Idrottare           | Gren     | Resultat | Placering | Resultat        | Placering       | Resultat        | Placering       |
| ------------------- | -------- | -------- | --------- | --------------- | --------------- | --------------- | --------------- |
| Isabellah Andersson | Maraton  | i.u.     | i.u.      | i.u.            | i.u.            | 2:27:36         | 18              |
| Moa Hjelmer         | 400 m    | 52.86    | 4         | Avancerade inte | Avancerade inte | Avancerade inte | Avancerade inte |
| Angelica Bengtsson  | Stavhopp | 4.25     | =19       | i.u.            | i.u.            | Avancerade inte | Avancerade inte |
| Emma Green Tregaro  | Höjdhopp | 1.93     | =2 q      | i.u.            | i.u.            | 1.93            | 8               |
| Ebba Jungmark       | Höjdhopp | 1.85     | =20       | i.u.            | i.u.            | Avancerade inte | Avancerade inte |

Sjukamp
| Namn               | 100m häck | 100m häck | Höjdho   | Höjdho | Kulstötning | Kulstötning | 200m     | 200m  | Längdhopp | Längdhopp | Spjutkastning | Spjutkastning | 800m     | 800m  | Totalt   | Totalt |
| Namn               | Resultat  | Poäng     | Resultat | Poäng  | Resultat    | Poäng       | Resultat | Poäng | Resultat  | Poäng     | Resultat      | Poäng         | Resultat | Poäng | Resultat | Poäng  |
| ------------------ | --------- | --------- | -------- | ------ | ----------- | ----------- | -------- | ----- | --------- | --------- | ------------- | ------------- | -------- | ----- | -------- | ------ |
| Jessica Samuelsson | 13,58     | 1039      | 1,77     | 941    | 14,18       | 806         | 24,25    | 957   | 6,18      | 905       | 42,02         | 706           | 2:11,31  | 946   | 6300PB   | 14     |

## Gymnastik
- Huvudartikel: Gymnastik vid olympiska sommarspelen 2012

### Artistisk
Damer
| Jonna Adlerteg | Mångkamp | 12.466 | 13,933 | 12,200 | 13,600 | 39 | 52.199 | Avancerade inte | Avancerade inte | Avancerade inte | Avancerade inte | Avancerade inte | Avancerade inte |

## Handboll

### Herrar
Förbundskapten:  Staffan Olsson
 Ola Lindgren
| Nr | Pos. | Namn                | Födelsedatum (ålder)     | Klubb                    |
| -- | ---- | ------------------- | ------------------------ | ------------------------ |
| 1  | MV   | Mattias Andersson   | 29 mars 1978 (34 år)     | SG Flensburg-Handewitt   |
| 22 | MV   | Johan Sjöstrand     | 26 februari 1987 (25 år) | FC Barcelona             |
| 3  | M6   | Mattias Gustafsson  | 11 juli 1978 (34 år)     | TuS Nettelstedt-Lübbecke |
| 5  | M9   | Kim Andersson       | 21 augusti 1982 (29 år)  | THW Kiel                 |
| 6  | V6   | Jonas Källman       | 17 juli 1981 (31 år)     | BM Atlético de Madrid    |
| 7  | F    | Magnus Jernemyr     | 18 juni 1976 (36 år)     | FC Barcelona             |
| 10 | H6   | Niclas Ekberg       | 23 december 1988 (23 år) | AG Köpenhamn             |
| 11 | M9   | Dalibor Doder       | 7 maj 1979 (33 år)       | GWD Minden               |
| 15 | M9   | Jonas Larholm       | 3 juni 1982 (30 år)      | SC Pick Szeged           |
| 18 | F    | Tobias Karlsson     | 3 juni 1981 (31 år)      | SG Flensburg-Handewitt   |
| 19 | H9   | Johan Jakobsson     | 12 februari 1987 (25 år) | Aalborg Håndbold         |
| 24 | V6   | Fredrik Petersen    | 27 augusti 1983 (28 år)  | Bjerringbro-Silkeborg    |
| 25 | V9   | Kim Ekdahl du Rietz | 23 juli 1989 (23 år)     | HBC Nantes               |
| 32 | H6   | Mattias Zachrisson  | 22 augusti 1990 (21 år)  | Eskilstuna Guif          |
| 35 | M6   | Andreas Nilsson     | 12 april 1990 (22 år)    | HSV Hamburg              |

Gruppspel
| Lag            | S | V | O | F | GM  | IM  | MS  | P  |
| -------------- | - | - | - | - | --- | --- | --- | -- |
| Island         | 5 | 5 | 0 | 0 | 167 | 132 | +35 | 10 |
| Frankrike      | 5 | 4 | 0 | 1 | 159 | 110 | +49 | 8  |
| Sverige        | 5 | 3 | 0 | 2 | 156 | 115 | +41 | 6  |
| Tunisien       | 5 | 2 | 0 | 3 | 121 | 125 | −4  | 4  |
| Argentina      | 5 | 1 | 0 | 4 | 113 | 138 | −25 | 2  |
| Storbritannien | 5 | 0 | 0 | 5 | 96  | 192 | −96 | 0  |

|  | 29 juli | Sverige | 28 – 21 | Tunisien | Copper Box, London |  |
|  |         |         |         |          |                    |  |
|  |         |         |         |          |                    |  |

|  | 31 juli | Storbritannien | 19 – 41 | Sverige | Copper Box, London |  |
|  |         |                |         |         |                    |  |
|  |         |                |         |         |                    |  |

|  | 2 augusti | Sverige | 32 – 33 | Island | Copper Box, London |  |
|  |           |         |         |        |                    |  |
|  |           |         |         |        |                    |  |

|  | 4 augusti | Sverige | 29 – 13 | Argentina | Copper Box, London |  |
|  |           |         |         |           |                    |  |
|  |           |         |         |           |                    |  |

|  | 6 augusti | Frankrike | 29 – 26 | Sverige | Copper Box, London |  |
|  |           |           |         |         |                    |  |
|  |           |           |         |         |                    |  |

Slutspel
|  | Kvartsfinal | Kvartsfinal | Kvartsfinal |    |          | Semifinal | Semifinal | Semifinal |            |            | Final      | Final    | Final |
|  |             |             |             |    |          |           |           |           |            |            |            |          |       |
|  | A1          | Island      | 33          |    |          |           |           |           |            |            |            |          |       |
|  |             |             | 33          |    |          |           |           |           |            |            |            |          |       |
|  | B4          | Ungern      | 34          |    |          |           |           |           |            |            |            |          |       |
|  | B4          | Ungern      | 34          |    | B4       | Ungern    | 26        |           |            |            |            |          |       |
|  |             |             |             |    | B4       | Ungern    | 26        |           |            |            |            |          |       |
|  |             | A3          | Sverige     | 27 |          |           |           |           |            |            |            |          |       |
|  | A3          | A3          | Sverige     | 27 | Sverige  | 24        |           |           |            |            |            |          |       |
|  | A3          |             |             |    | Sverige  | 24        |           |           |            |            |            |          |       |
|  | B2          | Danmark     | 22          |    |          |           |           |           |            |            |            |          |       |
|  |             |             |             |    |          |           |           |           |            | A3         | Sverige    | 21       |       |
|  |             |             |             |    |          |           |           |           |            | A2         | Frankrike  | 22       |       |
|  | B3          | Spanien     | 22          |    |          |           |           |           |            |            |            |          |       |
|  | B3          | Spanien     | 22          |    |          |           |           |           |            |            |            |          |       |
|  | A2          | Frankrike   | 23          |    |          |           |           |           |            |            |            |          |       |
|  | A2          | Frankrike   | 23          |    | A2       | Frankrike | 25        |           | Bronsmatch | Bronsmatch | Bronsmatch |          |       |
|  |             |             |             |    | A2       | Frankrike | 25        |           | Bronsmatch | Bronsmatch | Bronsmatch |          |       |
|  |             | B1          | Kroatien    | 22 |          |           |           |           |            |            |            |          |       |
|  | B1          | B1          | Kroatien    | 22 | Kroatien | 25        |           | B4        | Ungern     | 26         |            |          |       |
|  | B1          |             |             |    | Kroatien | 25        |           | B4        | Ungern     | 26         |            |          |       |
|  | A4          | Tunisien    | 23          |    |          |           |           |           |            |            | B1         | Kroatien | 33    |
|  |             |             |             |    |          |           |           |           |            |            |            |          |       |

### Damer
Förbundskapten:  Per Johansson
| Nr | Pos. | Namn                    | Födelsedatum (ålder)     | Klubb          |
| -- | ---- | ----------------------- | ------------------------ | -------------- |
| 12 | MV   | Gabriella Kain          | 25 mars 1981 (31 år)     | KIF Vejen      |
| 16 | MV   | Cecilia Grubbström      | 2 november 1986 (25 år)  | IK Sävehof     |
| 2  | M6   | Ulrika Ågren            | 13 juli 1987 (25 år)     | Randers HK     |
| 3  | M6   | Kristina Flognman       | 29 juni 1981 (31 år)     | Toulon Feminin |
| 4  | V6   | Matilda Boson           | 4 december 1981 (30 år)  | Spårvägen HF   |
| 5  | H6   | Hanna Fogelström        | 8 november 1990 (21 år)  | IK Sävehof     |
| 6  | H9   | Therese Islas Helgesson | 22 juli 1983 (29 år)     | Toulon Feminin |
| 8  | V9   | Jamina Roberts          | 28 maj 1990 (22 år)      | IK Sävehof     |
| 10 | H6   | Annika Wiel Fredén      | 21 augusti 1978 (33 år)  | BK Heid        |
| 15 | M9   | Johanna Ahlm            | 3 oktober 1987 (24 år)   | Viborg HK      |
| 17 | V9   | Linnea Torstenson       | 30 mars 1983 (29 år)     | RK Krim        |
| 18 | M6   | Johanna Wiberg          | 6 november 1983 (28 år)  | Eslövs IK      |
| 20 | M9   | Isabelle Gulldén        | 29 juni 1989 (23 år)     | Viborg HK      |
| 25 | H9   | Angelica Wallén         | 22 mars 1984 (28 år)     | Team Esbjerg   |
| 31 | V9   | Anna-Maria Johansson    | 15 februari 1982 (30 år) | Metz Handball  |

Gruppspel
| Lag       | S | V | O | F | GM  | IM  | MS  | P |
| --------- | - | - | - | - | --- | --- | --- | - |
| Frankrike | 5 | 4 | 1 | 0 | 125 | 103 | +22 | 9 |
| Sydkorea  | 5 | 3 | 1 | 1 | 136 | 130 | +6  | 7 |
| Spanien   | 5 | 3 | 1 | 1 | 119 | 114 | +5  | 7 |
| Norge     | 5 | 2 | 1 | 2 | 118 | 120 | −2  | 5 |
| Danmark   | 5 | 1 | 0 | 4 | 113 | 121 | −8  | 2 |
| Sverige   | 5 | 0 | 0 | 5 | 108 | 131 | −23 | 0 |

|       | 28 juli 2012 | Danmark                        | 21 – 18  | Sverige                     | Copper Box, London               |                                  |
| 16:15 | 16:15        | Skov 6, Norgaard 5, Burgaard 3 | (8 – 10) | Gulldén 5, Ågren 2, Boson 2 | Domare: Nikolic, Stojkovic (SRB) | Domare: Nikolic, Stojkovic (SRB) |
| 16:15 | 16:15        |                                |          |                             | Domare: Nikolic, Stojkovic (SRB) | Domare: Nikolic, Stojkovic (SRB) |
| 16:15 | 16:15        |                                |          |                             | Domare: Nikolic, Stojkovic (SRB) | Domare: Nikolic, Stojkovic (SRB) |

|       | 30 juli 2012 | Sverige | 21–24 | Norge | Copper Box, London |  |
| 21:15 |              |         |       |       |                    |  |
|       |              |         |       |       |                    |  |
|       |              |         |       |       |                    |  |

|       | 1 augusti 2012 | Frankrike | 29–17 | Sverige | Copper Box, London |  |
| 14:30 |                |           |       |         |                    |  |
|       |                |           |       |         |                    |  |
|       |                |           |       |         |                    |  |

|       | 3 augusti 2012 | Spanien | 25–24 | Sverige | Copper Box, London |  |
| 19:30 |                |         |       |         |                    |  |
|       |                |         |       |         |                    |  |
|       |                |         |       |         |                    |  |

|       | 5 augusti 2012 | Sverige | 28–32 | Sydkorea | Copper Box, London |  |
| 09:30 |                |         |       |          |                    |  |
|       |                |         |       |          |                    |  |
|       |                |         |       |          |                    |  |

## Judo
Herrar
| Idrottare    | Gren               | 32-delsfinal              | Sextondelsfinal      | Åttondelsfinal       | Kvartsfinal          | Semifinal            | Återkval             | Bronsmatch           | Final                | Final     |
| Idrottare    | Gren               | Motståndare Resultat      | Motståndare Resultat | Motståndare Resultat | Motståndare Resultat | Motståndare Resultat | Motståndare Resultat | Motståndare Resultat | Motståndare Resultat | Placering |
| ------------ | ------------------ | ------------------------- | -------------------- | -------------------- | -------------------- | -------------------- | -------------------- | -------------------- | -------------------- | --------- |
| Marcus Nyman | Mellanvikt (90 kg) | Choriev (UZB) L 0013–0101 | Gick inte vidare     | Gick inte vidare     | Gick inte vidare     | Gick inte vidare     | Gick inte vidare     | Gick inte vidare     | Gick inte vidare     |           |

## Kanotsport
Sprint
| Kanotist                        | Gren                | Heat     | Heat      | Semifinal | Semifinal | Final            | Final            |
| Kanotist                        | Gren                | Tid      | Placering | Tid       | Placering | Tid              | Placering        |
| ------------------------------- | ------------------- | -------- | --------- | --------- | --------- | ---------------- | ---------------- |
| Anders Gustafsson               | Herrarnas K1 1000 m | 3:34.419 | 1 Q       | 3:31.149  | 3 FA      | 3:29.919         | 5                |
| Henrik Nilsson Markus Oscarsson | Herrarnas K2 1000 m | 3:16.590 | 3 Q       | 3:13.125  | 1 FA      | 3:11.803         | 5                |
| Sofia Paldanius                 | Damernas K1 200 m   | 42.596   | 2 Q       | 42.688    | 6         | Gick inte vidare | Gick inte vidare |
| Sofia Paldanius                 | Damernas K1 500 m   | 1:51.212 | 1 Q       | 1:51.945  | 3 FA      | 1:53.197         | 4                |
| Karin Johansson Josefin Nordlöw | Damernas K2 500 m   | 1:44.437 | 1 Q       | 1:44.025  | 6 FB      | 1:45.367         | 10               |

## Ridsport

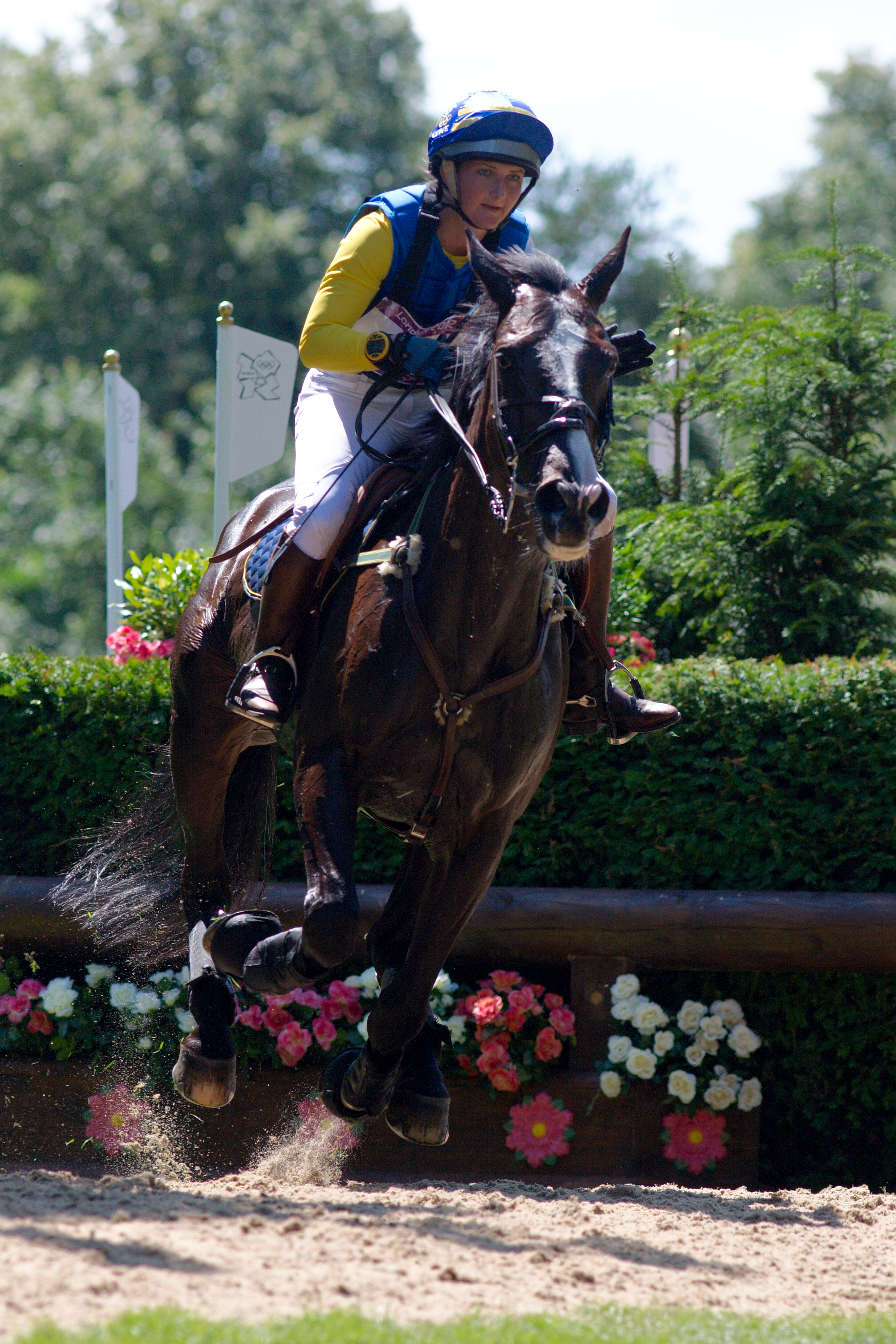
Linda Algotsson på La Fair vid hinder nummer 24 The Rose Garden, under terrängprovet på Olympiska sommarspelen 2012

Sverige har kvalificerat ett lag och tre individuella kvotplatser i dressyr efter att ha kommit på fjärde plats på EM 2011. Senare kvalificerade Sverige även ett lag och fem individuella kvotplatser i fälttävlan genom att komma fyra på Europamästerskapen i fälttävlan 2011.

### Dressyr
Lag om tre ekipage, samt tre individuella platser: Med Rose Mathisen på Bocelli 1044 som reserv, Förbundskapten Bo Jenå.
| Ryttare                  | Häst         | Grand Prix | Grand Prix | Grand Prix Special | Grand Prix Special | Grand Prix Freestyle | Grand Prix Freestyle | Placering |
| Ryttare                  | Häst         | Poäng      | Placering  | Poäng              | Placering          | Poäng                | Placering            | Placering |
| ------------------------ | ------------ | ---------- | ---------- | ------------------ | ------------------ | -------------------- | -------------------- | --------- |
| Tinna Vilhelmson Silfven | Don Auriello | 74,271     | 14         | 74,063             | 15                 | 79,286               | 11                   | 11        |
| Patrik Kittel            | Scandic      | 74,073     | 15         | 74,079             | 14                 | 78,732               | 14                   | 14        |
| Minna Telde              | Santana      | 67,477     | 44         | 72,27              | 20                 | Ej kvalificerad      | Ej kvalificerad      | 20        |

| Ryttare                                    | Häst     | Grand Prix | Grand Prix | Grand Prix Special | Grand Prix Special | Placering |
| Ryttare                                    | Häst     | Poäng      | Placering  | Poäng              | Total poäng        | Placering |
| ------------------------------------------ | -------- | ---------- | ---------- | ------------------ | ------------------ | --------- |
| Minna Telde Tinne Vilhelmson Patrik Kittel | som ovan | 71,94      | 7          | 73,471             | 72,706             | 5         |

### Fälttävlan
Lag om fem ekipage, samt fem individuella platser:
| Tävlande                                                                                 | Häst        | Gren        | Dressyr | Dressyr   | Terrängbana | Terrängbana | Hoppning | Hoppning  | Hoppning        | Hoppning        | Totalt | Totalt    |
| Tävlande                                                                                 | Häst        | Gren        | Dressyr | Dressyr   | Terrängbana | Terrängbana | Kval     | Kval      | Final           | Final           | Totalt | Totalt    |
| Tävlande                                                                                 | Häst        | Gren        | Straff  | Placering | Straff      | Placering   | Straff   | Placering | Straff          | Placering       | Straff | Placering |
| ---------------------------------------------------------------------------------------- | ----------- | ----------- | ------- | --------- | ----------- | ----------- | -------- | --------- | --------------- | --------------- | ------ | --------- |
| Malin Petersen                                                                           | Sofarsogood | Individuell | 60,60   | 65        | 0,80        | 30          | 6,00     | 26        | ej kvalificerad | ej kvalificerad |        |           |
| Niklas Lindbäck                                                                          | Mister Pooh | Individuell | 45,20   | 22        | 2,80        | 13          | 9,00     | 20        | 11              | 18              | 68,00  | 18        |
| Sara Algotsson Ostholt                                                                   | Wega        | Individuell | 39,30   | 4         | 0,00        | 1           | 0,00     | 1         | 4,00            | 2               | 43,30  | 2         |
| Linda Algotsson                                                                          | La Fair     | Individuell | 59,80   | 62        | 20,00       | 43          | 0,00     | 36        | ej kvalificerad | ej kvalificerad |        |           |
| Ludwig Svennerstål                                                                       | Shamwari    | Individuell | 43,70   | 16        | 0,40        | 7           | 8,00     | 11        | 20,00           | 20              | 72,10  | 20        |
| Malin Petersen Niklas Lindbäck Sara Algotsson Ostholt Linda Algotsson Ludwig Svennerstål | som ovan    | Lag         | 128,20  | 4         | 131,40      | 3           | 148,40   | 4         | i.u.            | i.u.            | 148,40 | 4         |

Förbundskapten: Gunilla Fredriksson

### Hoppning

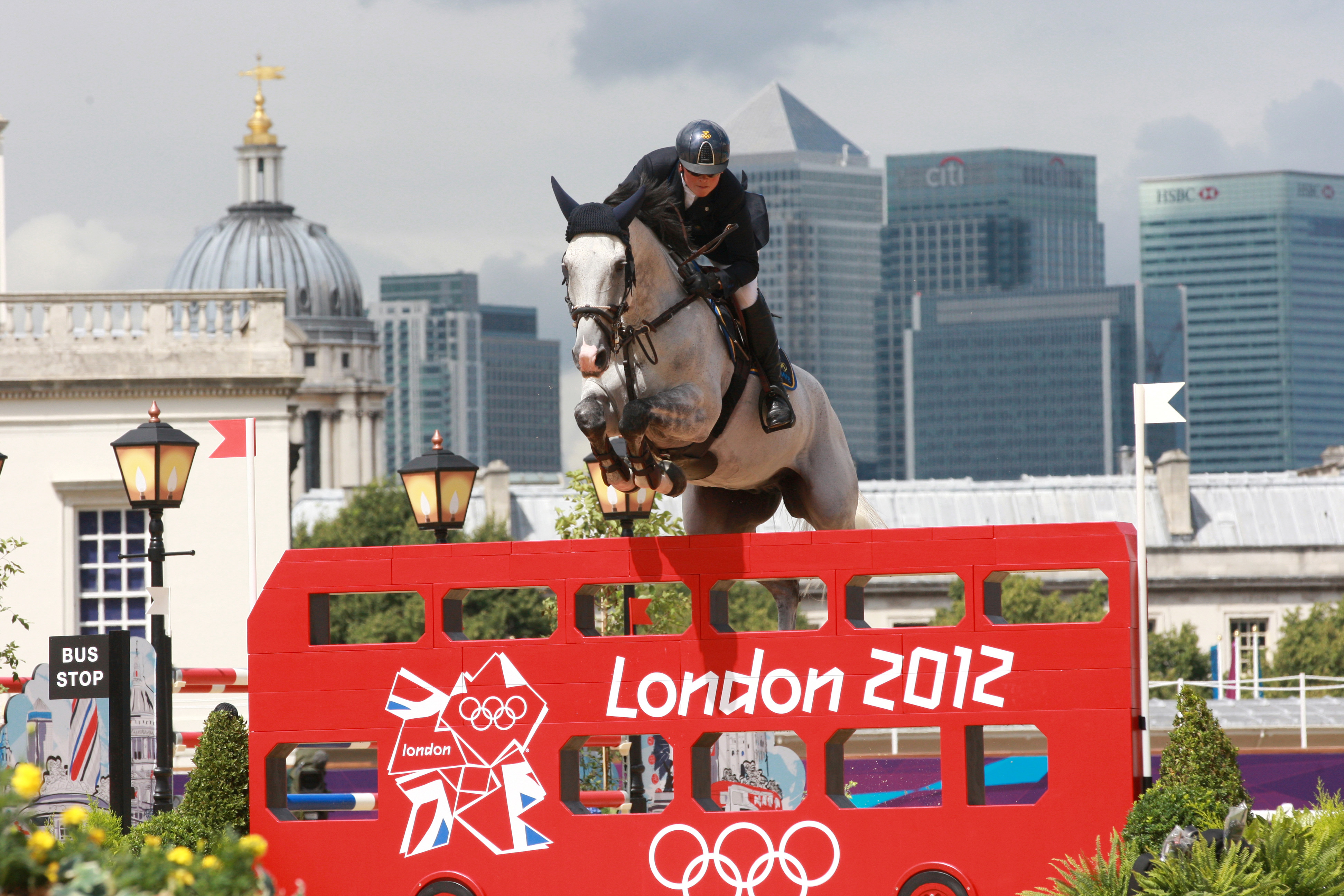
Lisen Bratt Fredricson och Matrix under lagtävlingen.

Sverige kvalificerade ett lag om fyra ryttare genom lagplaceringen vid EM i hoppning 2011, lagmedlemmarna är automatiskt kvalificerade för även den individuella tävlingen. Malin Baryard-Johnsson var uttagen till laget men då hennes tilltänkta häst Tornesch skadade sig under nationshoppningarna på Falsterbo Horse Show i juli 2012, fick hon ersättas av Lisen Fredricson. I den första individuella kvalomgången skyggade Lisen's häst Matrix upprepade gånger, han hoppade av ett galoppsprång för tidigt mot en trippelbarr vilket resulterade i ett allvarligt fall för både häst och ryttare. Detta innebar att Lisen var ute ur den individuella tävlingen, men frågan var om hon på grund av skadorna i ben och höft hon ådrog sig i fallet skulle kunna rida vidare i lagtävlingen, Matrix skadade sig inte i fallet. Dagen efter kunde dock Lisen trots allt komma till start och genomförde omgången med ett nedslag, tillsammans med Rolf-Göran Bengtssons och Henrik von Eckermanns rundor med noll fel vardera innebar det att Sverige låg på en delad andra plats efter första omgången i lagtävlingen. I den andra rundan av lagtävlingen som också var den tredje  kvalificerings rundan i den individuella tävlingen var inget av de svenska ekipagen felfria och laget föll till en slutgiltig sjätte plats. Under vetrinärbesiktnigen före den första final rundan så upptäcktes att Rolf-Göran Bengtssons häst Casall hade ådragit sig ett balltramp under lagtävlingen, på grund av detta valde Bengtsson att på egen begäran utgå från tävlingen.
| Tävlande               | Häst       | Kvalifikation | Kvalifikation | Kvalifikation | Kvalifikation | Kvalifikation | Kvalifikation | Kvalifikation | Kvalifikation | Final     | Final     | Final           | Final           | Final           | Total     |
| Tävlande               | Häst       | Runda 1       | Runda 1       | Runda 2       | Runda 2       | Runda 2       | Runda 3       | Runda 3       | Runda 3       | Runda A   | Runda A   | Runda B         | Runda B         | Runda B         | Total     |
| Tävlande               | Häst       | Straff        | Placering     | Straff        | Total         | Placering     | Straff        | Total         | Placering     | Straff    | Placering | Straff          | Totalt          | Placering       | Placering |
| ---------------------- | ---------- | ------------- | ------------- | ------------- | ------------- | ------------- | ------------- | ------------- | ------------- | --------- | --------- | --------------- | --------------- | --------------- | --------- |
| Jens Fredricson        | Lunatic    | 0             | 1             | 8             | 8             | 31            | 4             | 12            | 26            | 9         | 26        | Ej kvalificerad | Ej kvalificerad | Ej kvalificerad | 26        |
| Henrik von Eckermann   | Allerdings | 0             | 1             | 0             | 0             | 1             | 16            | 16            | 33            | 8         | 23        | Ej kvalificerad | Ej kvalificerad | Ej kvalificerad | 23        |
| Rolf-Göran Bengtsson   | Casall     | 0             | 1             | 0             | 0             | 1             | 8             | 8             | 11            | Utgick    | Utgick    | Utgick          | Utgick          | Utgick          | —         |
| Lisen Bratt Fredricson | Matrix     | Utesluten     | Utesluten     | Utesluten     | Utesluten     | Utesluten     | Utesluten     | Utesluten     | Utesluten     | Utesluten | Utesluten | Utesluten       | Utesluten       | Utesluten       | 72        |

| Tävlande                                                                         | Häst     | Runda 1 | Runda 1   | Runda 2 | Runda 2   | Placering |
| Tävlande                                                                         | Häst     | Straff  | Placering | Straff  | Placering | Placering |
| -------------------------------------------------------------------------------- | -------- | ------- | --------- | ------- | --------- | --------- |
| Rolf-Göran Bengtsson Jens Fredricson Henrik von Eckermann Lisen Bratt Fredricson | som ovan | 4       | 2         | 24      | 6         | 6         |

- Helena Persson, Bonzai H Reserv

## Rodd
Herrar
| Idrottare     | Gren          | Omgång 1 | Omgång 1  | Kvartsfinal | Kvartsfinal | Semifinal | Semifinal | Final   | Final     |
| Idrottare     | Gren          | Tid      | Placering | Tid         | Placering   | Tid       | Placering | Tid     | Placering |
| ------------- | ------------- | -------- | --------- | ----------- | ----------- | --------- | --------- | ------- | --------- |
| Lassi Karonen | Singelsculler | 6:45,42  | 1         | 6:57,06     | 1           | 7:19,77   | 2         | 7:04,04 | 4         |

Damer
| Idrottare      | Gren          | Omgång 1 | Omgång 1  | Kvartsfinal | Kvartsfinal | Semifinal | Semifinal | Final         | Final         |
| Idrottare      | Gren          | Tid      | Placering | Tid         | Placering   | Tid       | Placering | Tid           | Placering     |
| -------------- | ------------- | -------- | --------- | ----------- | ----------- | --------- | --------- | ------------- | ------------- |
| Frida Svensson | Singelsculler | 7:32,61  | 2         | 7:40,64     | 3           | 7:54,52   | 5         | Avancerade ej | Avancerade ej |

## Simhopp
SOK lämnade i början av mars 2012 klartecken för Anna Lindberg samt Christofer Eskilsson. Tävlingarna i London blev Lindbergs femte OS.
Herrar
| Idrottare            | Gren | Kval   | Kval      | Semifinal        | Semifinal        | Final            | Final            |
| Idrottare            | Gren | Poäng  | Placering | Poäng            | Placering        | Poäng            | Placering        |
| -------------------- | ---- | ------ | --------- | ---------------- | ---------------- | ---------------- | ---------------- |
| Christofer Eskilsson | 10 m | 375,30 | 25        | Gick inte vidare | Gick inte vidare | Gick inte vidare | Gick inte vidare |

Damer
| Idrottare     | Gren | Kval   | Kval      | Semifinal | Semifinal | Final  | Final     |
| Idrottare     | Gren | Poäng  | Placering | Poäng     | Placering | Poäng  | Placering |
| ------------- | ---- | ------ | --------- | --------- | --------- | ------ | --------- |
| Anna Lindberg | 3 m  | 318,60 | 11 Q      | 319,80    | 10 Q      | 316,80 | 10        |

## Segling
Herrar
| Seglare                          | Gren      | Lopp | Lopp | Lopp | Lopp | Lopp | Lopp | Lopp | Lopp | Lopp | Lopp | Lopp | Summerad poäng | Finalplacering |
| Seglare                          | Gren      | 1    | 2    | 3    | 4    | 5    | 6    | 7    | 8    | 9    | 10   | M*   | Summerad poäng | Finalplacering |
| -------------------------------- | --------- | ---- | ---- | ---- | ---- | ---- | ---- | ---- | ---- | ---- | ---- | ---- | -------------- | -------------- |
| Rasmus Myrgren                   | Laser     | 11   | 5    | 4    | 5    | 25   | 10   | 4    | 9    | 10   | 2    | 12   | 72             | 3              |
| Daniel Birgmark                  | Finnjolle | 17   | 5    | 14   | 1    | 9    | 9    | 10   | 12   | 10   | 8    | 12   | 90             | 9              |
| Anton Dahlberg Sebastian Östling | 470       | 4    | 6    | 8    | 14   | 13   | 9    | 14   | 24   | 22   | 13   | 20   | 123            | 10             |
| Fredrik Lööf Max Salminen        | Starbåt   | 10   | 4    | 4    | 1    | 5    | 3    | 4    | 1    | 2    | 5    | 2    | 32             | 1              |

M = Medaljlopp; EL = Eliminerad – gick inte vidare till medaljloppet;
Damer
| Seglare                         | Gren         | Lopp | Lopp | Lopp | Lopp | Lopp | Lopp | Lopp | Lopp | Lopp | Lopp | Lopp | Summerad poäng | Finalplacering |
| Seglare                         | Gren         | 1    | 2    | 3    | 4    | 5    | 6    | 7    | 8    | 9    | 10   | M*   | Summerad poäng | Finalplacering |
| ------------------------------- | ------------ | ---- | ---- | ---- | ---- | ---- | ---- | ---- | ---- | ---- | ---- | ---- | -------------- | -------------- |
| Josefin Olsson                  | Laser radial | 25   | 17   | 5    | 18   | 14   | 24   | 29   | 29   | 5    | 14   | EL   | 151            | 18             |
| Lisa Ericson Astrid Gabrielsson | 470          | 17   | 12   | 11   | 9    | 16   | 20   | 19   | 13   | 18   | 20   | EL   | 128            | 19             |

M = Medaljlopp; EL = Eliminerad – gick inte vidare till medaljloppet;
Match racing
| Seglare                                        | Gren         | Inledande omgång | Inledande omgång | Inledande omgång | Inledande omgång | Inledande omgång | Inledande omgång | Inledande omgång | Inledande omgång | Inledande omgång | Inledande omgång | Inledande omgång | Placering | Utslagning       | Utslagning       | Utslagning       | Placering |
| Seglare                                        | Gren         | Ryssland         | Nya Zeeland      | Finland          | Frankrike        | Spanien          | Danmark          | Portugal         | Australien       | Storbritannien   | USA              | Nederländerna    | Placering | Kvartsfinal      | Semifinal        | Final            | Placering |
| ---------------------------------------------- | ------------ | ---------------- | ---------------- | ---------------- | ---------------- | ---------------- | ---------------- | ---------------- | ---------------- | ---------------- | ---------------- | ---------------- | --------- | ---------------- | ---------------- | ---------------- | --------- |
| Lotta Harrysson Malin Källström Anna Kjellberg | Match racing | L                | L                | L                | L                | L                | L                | L                | L                | L                | L                | W                | =11       | Gick inte vidare | Gick inte vidare | Gick inte vidare | =11       |

Öppen
| Seglare                        | Gren | Lopp | Lopp | Lopp | Lopp | Lopp | Lopp | Lopp | Lopp | Lopp | Lopp | Lopp | Lopp | Lopp | Lopp | Lopp | Lopp | Summerad poäng | Finalplacering |
| Seglare                        | Gren | 1    | 2    | 3    | 4    | 5    | 6    | 7    | 8    | 9    | 10   | 11   | 12   | 13   | 14   | 15   | M*   | Summerad poäng | Finalplacering |
| ------------------------------ | ---- | ---- | ---- | ---- | ---- | ---- | ---- | ---- | ---- | ---- | ---- | ---- | ---- | ---- | ---- | ---- | ---- | -------------- | -------------- |
| Niclas Düring Jonas von Geijer | 49er | 5    | 3    | 12   | 8    | 17   | 4    | 14   | 3    | 16   | 8    | 19   | 6    | 18   | 10   | 11   | 18   | 153            | 10             |

M = Medaljlopp; EL = Eliminerad – gick inte vidare till medaljloppet;

## Simning
Inom simningen finns bestämda kvaltider i individuella grenar på bana, en Olympic Qualifying Time (OQT) vilken garanterar plats i grenen - dock som mest två simmare per distans - och en Olympic Selection Time (OST) vilken inte garanterar deltagande. I lagkapper är de tolv bästa nationerna i varje gren vid världsmästerskapen 2011 kvalificerade. Ytterligare fyra platser per gren fördelas i juni 2012 baserat på uppnådda tider under kvalperioden.
Nedan listas enbart de som uppnått OQT samt de lag som kvalificerat sig. Uppdaterades senast 30 maj 2012.
Damer
- Therese Alshammar (50 m Frisim samt 100 m Fjärilsim)
- Sarah Sjöström (50, 100 & 200 m Frisim samt 100 m Fjärilsim)
- Gabriella Fagundez (200 m Frisim)
- Rebecca Ejdervik (100 m Bröstsim)
- Jennie Johansson (100 m Bröstsim)
- Joline Höstman (100 & 200 m Bröstsim)
- Martina Granström (100 & 200 m Fjärilsim)
- Stina Gardell (200 & 400 m Medley)
- Lagkapper (4x100 Frisim & 4x200 m Frisim samt 4x100 m Medley)

Herrar
- Stefan Nystrand (50 m Frisim)
- Lars Frölander (100 m Fjärilsim)
- Simon Sjödin (200 m medley)
- Lagkapp (4x100 m Frisim)

## Skytte
Damer
- Therese Lundqvist (skeet)[26]

Herrar
- Håkan Dahlby (dubbeltrap) vann silver.[27]
- Marcus Svensson och Stefan Nilsson (skeet)[28]

## Taekwondo
| Idrottare      | Gren             | Åttondelsfinaler       | Kvartsfinaler        | Semifinaer           | Återkval               | Bronsmatch           | Final                | Final            |
| Idrottare      | Gren             | Motståndare Resultat   | Motståndare Resultat | Motståndare Resultat | Motståndare Resultat   | Motståndare Resultat | Motståndare Resultat | Placering        |
| -------------- | ---------------- | ---------------------- | -------------------- | -------------------- | ---------------------- | -------------------- | -------------------- | ---------------- |
| Uno Sanli      | Herrarnas −58 kg | González (ESP) L 6–7   | Gick inte vidare     | Gick inte vidare     | Khalil (AUS) L 1–4 SDP | Gick inte vidare     | Gick inte vidare     | Gick inte vidare |
| Elin Johansson | Damernas −67 kg  | El Sawalhy (EGY) W 6–0 | Marton (AUS) L 3–6   | Gick inte vidare     | Gick inte vidare       | Gick inte vidare     | Gick inte vidare     | Gick inte vidare |

## Tennis
| Spelare                          | Gren        | Omgång 1                        | Omgång 2                                  | Åttondelsfinaler                         | Kvartsfinaler     | Semifinaler       | Final / BM        | Final / BM       |
| Spelare                          | Gren        | Motståndare Poäng               | Motståndare Poäng                         | Motståndare Poäng                        | Motståndare Poäng | Motståndare Poäng | Motståndare Poäng | Placering        |
| -------------------------------- | ----------- | ------------------------------- | ----------------------------------------- | ---------------------------------------- | ----------------- | ----------------- | ----------------- | ---------------- |
| Johan Brunström Robert Lindstedt | Herrdubbel  | i.u.                            | Djokovic / Troicki (SRB) W 7–6(10–8), 6–3 | Čilić / Dodig (CRO) L 3–6, 2–6           | Gick inte vidare  | Gick inte vidare  | Gick inte vidare  | Gick inte vidare |
| Sofia Arvidsson                  | Damsingel   | Zvonareva (RUS) L 6–7(3–7), 4–6 | Gick inte vidare                          | Gick inte vidare                         | Gick inte vidare  | Gick inte vidare  | Gick inte vidare  | Gick inte vidare |
| Sofia Arvidsson Robert Lindstedt | Mixeddubbel | i.u.                            | i.u.                                      | Vinci / Bracciali (ITA) L 3–6, 6–4, 8–10 | Gick inte vidare  | Gick inte vidare  | Gick inte vidare  | Gick inte vidare |

## Triathlon
| Triathlet   | Gren               | Simning (1,5 km) | Trans 1 | Cykling (40 km) | Trans 2 | Löpning (10 km) | Total tid | Placering |
| ----------- | ------------------ | ---------------- | ------- | --------------- | ------- | --------------- | --------- | --------- |
| Lisa Nordén | Damernas triathlon | 19:17            | 0:47    | 1:05:33         | 0:29    | 33:42           | 1:59:48   | 2         |